# Виньоль, Роджер
Роджер Виньоль (англ. Roger фр. Vignoles; род. 12 июля 1945 года, Челтнем) — британский пианист.
Окончил Королевский колледж музыки, совершенствовал своё мастерство под руководством Пола Хамбургера. Преподавал в Колледже Магдалены Кембриджского университета, работал репетитором в Лондонской Королевской опере. Приобрёл известность, главным образом, как выдающийся аккомпаниатор, работающий, прежде всего, с вокалистами, — особенно часто с певицей Кири Те Канава, но также с Фелисити Лотт, Анне Софи фон Оттер, Робертом Холлом и другими известными мастерами. Из инструменталистов работал с Джошуа Беллом, Нобуко Имаи, Генрихом Шиффом, Ральфом Киршбаумом. Записал вместе с разными исполнителями (прежде всего для лейбла Hyperion Records) множество альбомов песен и романсов XIX—XX веков.